# حجت‌آباد (یزد)
حجت‌آباد (زارچ)، روستایی از توابع بخش الله‌آباد شهرستان زارچ در استان یزد ایران است.

## جمعیت
این روستا در دهستان اله‌آباد قرار دارد و براساس سرشماری مرکز آمار ایران در سال ۱۳۸۵، جمعیت آن ۱۱ نفر (۶خانوار) بوده‌است.